# 36e sessie van de Commissie voor het Werelderfgoed

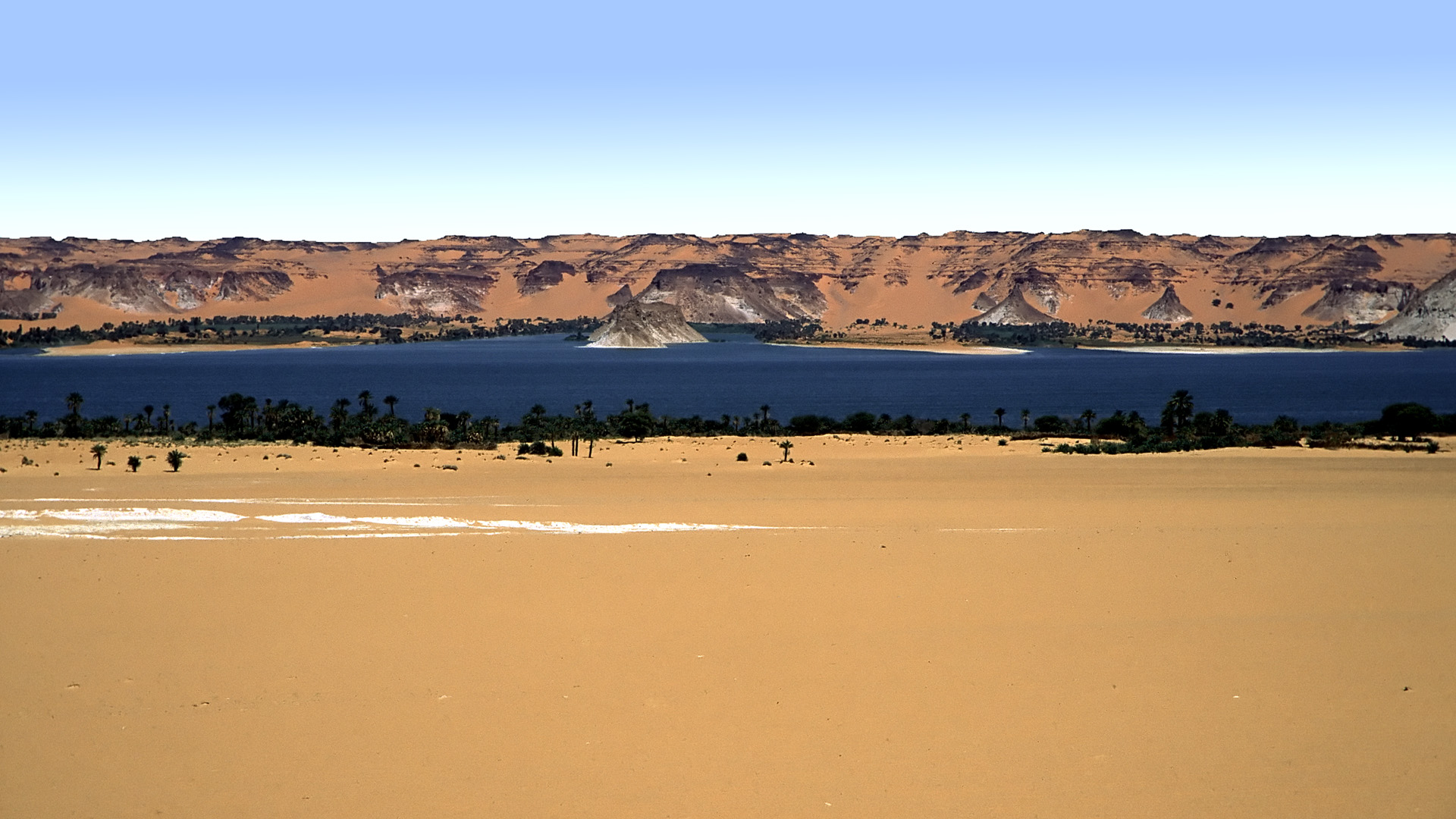
De meren van Ounianga

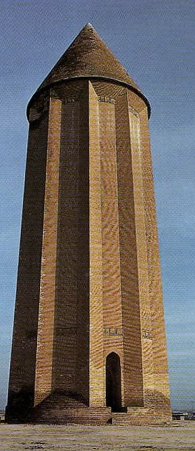
De toren van Gonbad-e Qabus

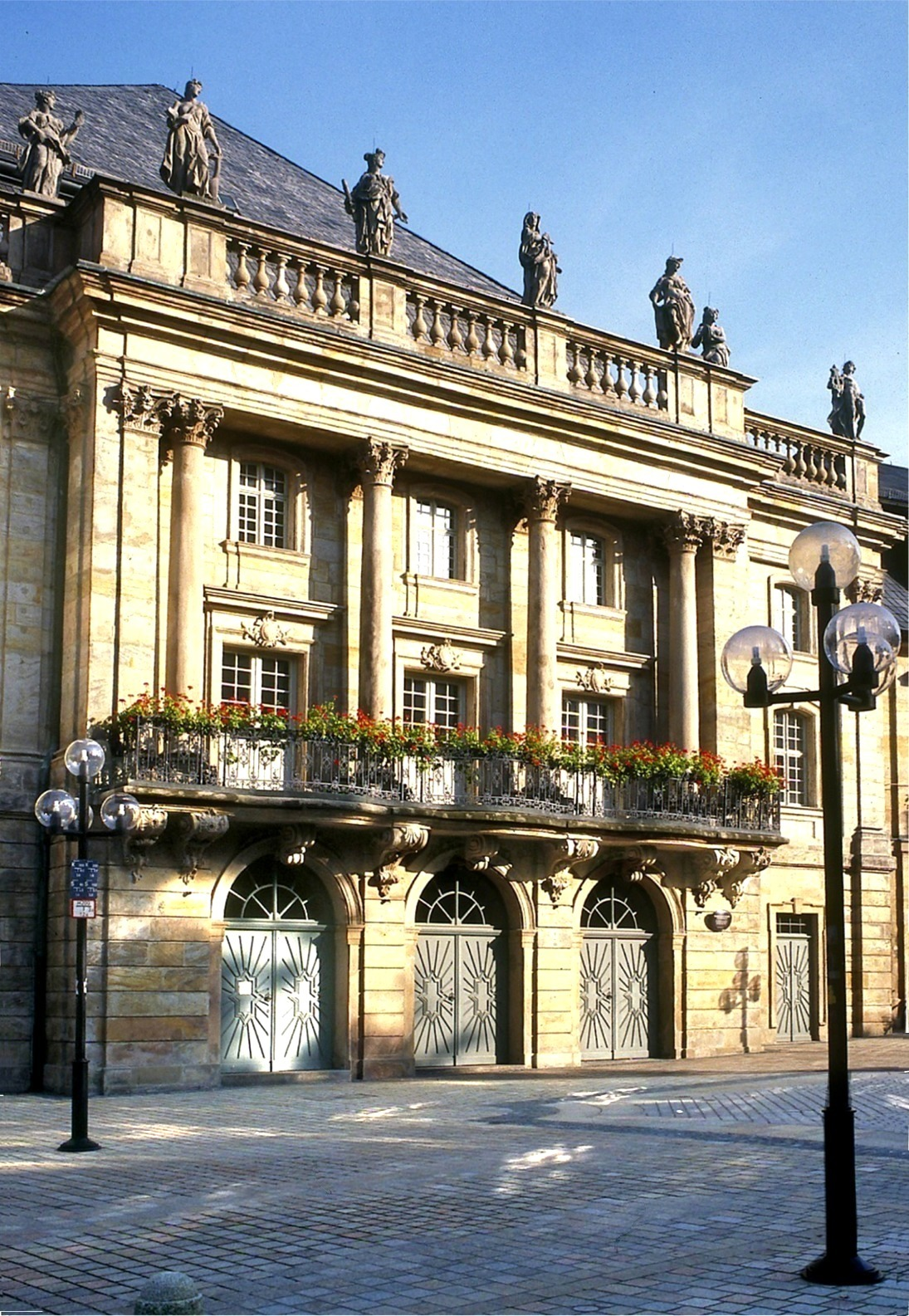
Het Markgrafelijk Operahuis in Bayreuth

De 36e sessie van de Commissie voor het Werelderfgoed vond plaats van 24 juni tot en met 6 juli 2012 in het Russische Sint-Petersburg. De commissie oordeelde over 36 projecten die door landen werden ingediend en voorafgaand aan de sessie door werkgroepen van de commissie waren geëvalueerd op de volledigheid van het dossier. Het betrof 5 locaties als natuurerfgoed, 28 sites voorgedragen als cultureel werelderfgoed en drie sites met een gemengd dossier. Voor de start van de sessie bestond de werelderfgoedlijst uit 936 sites: 183 natuurerfgoed locaties, 725 culturele erfgoedsites en 28 gemengde sites.

## Nieuw in 2012
In totaal zijn er 26 nieuwe erfgoedsites in de Werelderfgoedlijst opgenomen. Van Tsjaad, Congo, Palestina en Palau is dit jaar de eerste erfgoedsite op de lijst ingeschreven.

### Natuurerfgoed
- China: Fossielsite van Chengjiang[4]
- India: West-Ghats[4]
- Kameroen/Centraal-Afrikaanse Republiek/Congo-Brazzaville: Sangha trinational[4]
- Rusland: Natuurpark van de Lena-pilaren[3]
- Tsjaad: Meren van Ounianga[4]

### Cultuurerfgoed
- Bahrein: Parelvisserij, getuige van een eilandeconomie[5]
- België: Belangrijkste mijnsites van Wallonië[4]
- Brazilië: Rio de Janeiro: cariocalandschappen tussen de bergen en de zee[4]
- Canada: het landschap van Grand-Pré[6]
- China: site van Xanadu[7]
- Duitsland: Markgrafelijk Operahuis in Bayreuth[6]
- Frankrijk: Steenkoolbekken van Nord-Pas-de-Calais[6]
- Indonesië: Cultuurlandschap van de provincie Bali: het subaksysteem als een manifestatie van de Tri Hita Karana-filosofie[8]
- Iran: Masjed-e Jāmé van Isfahan[5]
- Iran: Gonbad-e Qabus[6]
- Israël: Sites van menselijke evolutie van de Karmelberg: de grotten van Nahal Me'arot/Wadi el-Mughara[8]
- Ivoorkust: Historische stad Grand-Bassam[7]
- Maleisië: Archeologische erfenis van de Lenggongvallei[6]
- Marokko: Rabat, moderne hoofdstad en historische stad: een gedeelde erfenis[8]
- Palestina: Geboorteplaats van Jezus: Geboortekerk en de pelgrimsroute, Bethlehem[8]
- Portugal: Grensgarnizoenstad Elvas en haar versterkingswerken[6]
- Senegal: Bassariland: cultuurlandschappen van de Bassari, de Fula en de Bedik[7]
- Slovenië/Spanje: Erfgoed van kwik. Almadén en Idrija[6]
- Turkije: Neolithische site van Çatalhöyük[4]
- Zweden: Gedecoreerde boerderijen van Hälsingland[4]

### Gemengd erfgoed
- Palau: Zuidelijke Lagune van de Rock Islands[8]

## Wijzigingen in 2012

### Verwijderd van de Lijst van bedreigd werelderfgoed
- Filipijnen: Rijstterrassen van de Filipijnse Cordilleras[9]
- Pakistan: Fort en Shalamar-tuinen in Lahore[9]

### Toegevoegd aan de Lijst van bedreigd werelderfgoed
- Mali: Timboektoe[10][11]
- Mali: Tombe van Askia[11]
- Palestina: Geboorteplaats van Jezus: Geboortekerk en de pelgrimsroute, Bethlehem[8]
- Panama: Vestingwerken aan de Caraïbische zijde van Panama: Portobelo-San Lorenzo[12]
- Verenigd Koninkrijk: Maritieme handelsstad Liverpool[13]

1977 · 
1978 · 
1979 · 
1980 · 
1981 · 
1982 · 
1983 · 
1984 · 
1985 · 
1986 · 
1987 · 
1988 · 
1989 · 
1990 · 
1991 · 
1992 · 
1993 · 
1994 · 
1995 · 
1996 · 
1997 · 
1998 · 
1999 · 
2000 · 
2001 · 
2002 · 
2003 · 
2004 · 
2005 · 
2006 · 
2007 · 
2008 · 
2009 · 
2010 · 
2011 · 
2012 · 
2013 · 
2014 · 
2015 · 
2016 · 
2017 · 
2018 · 
2019 · 
2020-2021 ·
2022-2023 ·
2024 ·
2025